# Кабардинська мова
Кабарди́нська, ади́зька (ади́гська), або кабарди́но-черке́ська мо́ва — абхазо-адизька мова, поширена у Кабардино-Балкарії, Карачаєво-Черкесії, Адигеї, Туреччині та Ірані. Належить до адизької гілки абхазо-адизької (західнокавказької) мовної сім'ї. Як і інші мови цієї сім'ї, має велику кількість приголосних фонем, специфічні лабіалізовані фонеми та складну систему відмінювання дієслова.

## Фонологія

### Голосні
У сучасній кабардинській мові 6 голосних, що поділяються на довгі (а, е, и, о) та короткі (э, ы). Всі голосні у кабардинській фарингалізовані.
| Верхній  | и [i] |       | у [u] |
| Середній | е [ɛ] | ы [ə] | о [o] |
| Нижній   |       | э [ɐ] | а [ɑ] |

### Приголосні
Вибухові та африкати поділяються на 3 серії: напівдзвінкі, глухі подихові та глухі абруптивні (ейєктивні). Також у кабардинській є подихові та абруптивні спіранти.
|                      | Губні                | Губно-зубні    | Дентальні            | Альвеолярні           | Постальвеолярні       | Палатальні та альвеолярно-палатальні | Велярні            | Увулярні      | Фарингальні | Ларингальні |
| Вибухові та африкати | б [b] п [pʰ] пӀ [pʼ] |                | д [d] т [tʰ] тӀ [tʼ] | дз [ʣ] ц [ʦʰ] цӀ [ʦʼ] | дж [ʤ] ч [ʧʰ] кӀ [ʧʼ] |                                      | к [kʰ] (кӀу [kʼʷ]) |               | кхъ къ      | Ӏ [ʔ]       |
| Спіранти             |                      | ф [fʰ] фӀ [fʼ] |                      | з [z] с [sʰ] сӀ [sʼ]  | ж [ʒ] ш [ʃ]           | жь [ʑ] щ [ɕʰ] щӀ [ɕʼ]                | г [γ] х [x]        | гъ [ʁ] хъ [χ] |             | хь [h]      |
| Латеральні спіранти  |                      |                |                      | л [ɮ] лъ [ɬʰ] лӀ [ɬʼ] |                       |                                      |                    |               |             |             |
| Ґлайди               | в, у [w]             |                |                      |                       |                       | й, и [j]                             |                    |               |             |             |
| Носові               | м [m]                |                | н [n]                |                       |                       |                                      |                    |               |             |             |
| Вібранти             |                      |                | р [r]                |                       |                       |                                      |                    |               |             |             |

Як і в інших мовах адиго-абхазької групи в кабардинській є лабіалізовані фонеми.

### Наголос
У словах, що закінчуються на приголосний, наголос падає на останній склад, а у тих, що закінчуються на голосну, — на другий від кінця.

## Морфологія

### Іменник
Іменник у кабардинській мові має такі граматичні категорії, як:
- число: однина та множина
- відмінок: називний, ергативний, післяйменниковий та обставинний
- визначеність та невизначеність
- форма сурядності

У кабардинській мові 2 числа: однина та множина. Форма однини не має власних афіксів, а форма множини позначається афіксом -хэ.
У кабардинській мові 4 відмінки: називний, ергативний, післяйменниковий та обставинний.
Ергативний відмінок — це відмінок підмета при перехідному дієслові. Також у кабардинській мові він виконує роль непрямих відмінків: родового, давального та інш. Післяйменниковий відмінок має значення орудного, напрямкового, а також використовується з післяйменниками.
|                  | «джэд» (курка)" | «джэд» (курка)" | «унэ» (дім)        | «унэ» (дім)      |
| Форма/ Відмінок  | Невизначена     | Визначена       | Невизначена        | Визначена        |
| Називний         | джэд            | джэдыр          | унэ                | унэр             |
| Ергативний       | джэд            | джэдым          | унэ                | унэм             |
| Післяйменниковий | джэдкӀэ         | джэдымкӀэ       | унэкӀэ             | унэмкӀэ          |
| Обставинний      | джэдыу          | джэдырауэ       | унэу/унэуэ/унэкӀэу | унэрауэ/унэмкӀэу |

Також у кабардинській мові є категорія належності, яка показує, що об'єкт належить певній особі. Покажчики належності можуть уживатися як префікси або як окремі слова:
| си- | мій      |
| уи- | твій     |
| и-  | його, її |
| ди- | наш      |
| фи- | ваш      |
| я-  | їхній    |

Наприклад:
- сиунэ — мій дім
- си ныбжьэгъу — мій друг

Також у кабардинській мові є афікс сурядності «-рэ» (у формах відмінків «-и/-икӀ»):
- Мыщырэ дыгъужьрэ. — Ведмідь та вовк.
- Хьэсэнрымрэ Мэжидымрэ зыпсэлъащ. — Гасан та Мажід побалакали один з одним.

### Прикметник
Якісні прикметники у кабардинській мові вживаються після іменника, до якого відносяться, і при відмінюванні приймають на себе покажчики числа та відмінку. Наприклад:
- унэ хуыжь — білий будинок
- унэ хуыжьыр — білий будинок (наз. в., визн. ф.)
- унэ хуыжьхэр — білі будинки (наз. в., визн. ф.)

Вищий ступінь якісних прикметників утворюється аналітично за допомогою слова «нэхъ»:
- дахэ -> нэхъ дахъэ (гарний -> гарніший, гарніший)
- щӀэ -> нэхъ щӀэ (новий -> новіший)
- фӀы -> нэхъыфӀ (хороший -> кращий)

Зменшена форма вищого ступеня утворюється за допомогою слова «тӀэкӀукӀэ»:
- нэхъ тынш -> тӀэкӀукӀэ нэхъ тынш (легше/легший -> трошки легше/легший).

Найвищий ступінь прикметників утворюється за допомогою суфіксів -щэ, -Ӏуэ, -бзэ, -пс, -кӀей. Наприклад:
- лъага -> лъагащэ (високий -> найвищий).

Складні форми найвищого ступеня утворюються за допомогою повторення прикметників:
- нэхъ хахуэхэм я нэхъ хахуэхэж — найхоробріший з хоробрих.

Відносні прикметники на відміну від якісних ставляться перед іменником, не утворюють ступенів порівняння та не мають покажчиків числа та відмінку (у залежній формі).

### Займенник
У кабардино-черкеській мові є особові займенники 1-ї та 2-ї особи: «сэ» (я), «уэ» (ти), «дэ» (ми) та «фэ» (ви). Замість особових займенників 3-ї особи вживаються самостійні форми вказівних займенників.
Відмінювання особових займенників:
| Наз., Ерґ. | сэ     | уэ     | дэ     | фэ     |
| Післ.      | сэркӀэ | уэркӀэ | дэркӀэ | фэркӀэ |
| Обст.      | сэруэ  | уэруэ  | дэруэ  | фэруэ  |

Займенники мають залежні та самостійні форми. Залежні форми вживаються разом з іменником і не відмінюються за числом та відмінком, самостійні вживаються у самостійній позиці та замість особових займенників 3-ї особи.
|                  | 'цей'      | 'той'      | 'той (десь там)' |
| Залежна форма    | мы         | мо         | а                |
| Самостійна форма |            |            |                  |
| Однина           |            |            |                  |
| Називний         | мыр        | мор        | ар               |
| Ерґативний       | мыбы       | мобы       | абы              |
| Післяйменниковий | мыбыкӀэ    | мобыкӀэ    | абыкӀэ           |
| Обставинний      | мыру       | мору       | ару              |
| Множина          |            |            |                  |
| Називний         | мыхэр      | мохэр      | ахэр             |
| Ерґативний       | мыбыхэм    | мобэхэм    | абыхэм           |
| Післяйменниковий | мыбыхэмкӀэ | мобыхэмкӀэ | абыхэмкӀэ        |
| Обставинний      | мыхэру     | мохэру     | ахэру            |

### Числівник
Числівники поділяються на кількісні, кратні, порядкові та розділові. Усі кількісні числівники, окрім числівника «зы» (один), уживаються після іменника, до якого відносяться. Порядкові числівники вживаються перед іменником. Наприклад:
- зы унэ — один будинок
- унэщыр — три будинки.

Кількісні числівники у формі називного відмінка:
| 1  | зыр   | 11 | пщыкӀузыр   |
| 2  | тӀур  | 12 | пщыкӀутӀур  |
| 3  | щыр   | 13 | пщыкӀущыр   |
| 4  | плӀыр | 14 | пщыкӀуплӀыр |
| 5  | тхур  | 15 | пщыкӀутхур  |
| 6  | хыр   | 16 | пщыкӀухыр   |
| 7  | блыр  | 17 | пщыкӀублыр  |
| 8  | ир    | 18 | пщыкӀийыр   |
| 9  | бгъур | 19 | пщыкӀубъур  |
| 10 | пщӀыр | 20 | тӀошӀ       |

Кратні числівники утворюються за допомогою афікса -э:
- тӀур -> тӀуэ ('двічі')
- плӀыр -> плӀэ ('чотири рази')
- блыр -> блэ ('сім раз')
- бгъур -> бгъуэ ('дев'ять раз')

Порядкові числівники утворюються від кратних за допомогою префіксу е- та афіксу -анэр-:
- тӀур -> етӀуанэ(рей) ('другий')
- щыр -> ещанэ(рей) ('третій')
- плӀыр -> еплӀанэ(рей) ('четвертий')

Розділові числівники утворюються за допомогою повторення основи:
- зыр -> зырыз ('по одному')
- тӀур -> тӀурытӀ ('по два, по двоє')
- щыр -> щырыщ ('по три').

### Дієслово
Дієслово у кабардинській мові має категорії способу, стану, часу, особи, числа та інш.
Розрізняються 8 способів:
- дійсний
- питальний
- бажальний
- наказовий
- умовний
- суб'юнктив
- спосіб здивування
- спосіб вірогідності

#### Фінітні та інфінітні форми
Розрізняються фінітні та інфінітні форми дієслова. Фінітні форми означають головну дію, яка не залежить від якогось іншого дієслова. Інфінітна форма означає додаткову дію, залежну від основної.
Фінітні форми у позитивній формі мають такі закінчення:
- -р
- -щ (копула-суфікс)
- -т (покажчик минулого часу)
- -кӀэ (підтверджувально-питальна форма)

До інфінітних форм належать:
- Форми умовного способу з суфіксами -мэ/-м, -кӀэ
- Допустова форма на -ми (тхэми — хоча пише)
- Форми дієслова з суффіксом -ху/-хукӀэ, що виражає одночасність дії з основною дією.
- Невизначена форма дієслова (масдар):
кӀуэн — йти
- Масдарна форма, утворена за допомогою суфікса -у зі значенням мети.
- Форми наказового способу:
кӀуэ — йди
умыкӀуэ — не йди
фыкӀуэ -йдіть
иретх — хай пише
иремытх — хай не пише
- Питальні форми дієслова:
укӀуэрэ? — ти йдеш?
умыкӀуэрэ? — ти не йдеш?
- Дієприкметники та дієприслівники

#### Динамічні та статичні дієслова
Дієслова поділяються на динамічні та статичні. Динамічні дієслова висловлюють процес дії, а статичні — стан, результат або предикативні форми. Ці типи розрізняються за формами теперішнього часу: динамічні дієслова у теперішньому часі мають префікс -о- (-уэ-) та факультативний суфікс -р, а статичні — копулу-суфікс -щ. Наприклад:
- сэ ар собзы(р) — я ріжу те
- дэ солажьэ(р) — ми працюємо
- сэ сокӀуэ(р) — я йду
- сэ сокӀуэркъым — я не йду
- сэ сыщытщ — я стою
- сэ ар сиӀэщ — я маю те
- ар студентщ — він студент

#### Перехідні та неперехідні дієслова
Перехідні дієслова зазвичай мають додаток у називному відмінку та підмет в ерґативному. При неперехідних дієсловах прямий додаток відсутній, а суб'єкт стоїть у називному відмінку.
Також ці 2 типи дієслів розрізняються послідовністю особових афіксів та правилами щодо їхнього вживання.

#### Особа
Дієслова у кабардинській можуть мати особові показники не тільки суб'єкта (підмета), а й прямого і непрямого об'єктів (додатків).
Дієслова, що мають лише один особовий показник, називаються одноособовими, а ті, що мають декілька, — багатоособовими.
У двоособовому перехідному дієслові на першому місці стоїть префікс прямого додатка, а після нього — префікс суб'єкта (підмета). А у двоособовому неперехідному на першому місці — префікс суб'єкта, а потім — префіксі непрямих додатків.
Особові префікси:
| сэ   | сы-, с-        | зы-, зэ-, з-      |
| уэ   | уы-, уэ-, у-   | б-, п-, пӀ-       |
| ар   | -, и-, е-; ма- |                   |
| дэ   | ды-, дэ-, д-   | т-, тӀ-           |
| фэ   | фы-, фэ-, ф-   | вы-, вэ-, в-, фӀ- |
| ахэр | я-, ма- -хэ    |                   |

У інтервокальній позиції (між двома голосними) особові показники с-, у- та ф- змінюються на з-, б-, та в- (див. у таблиці нижче).
Усі неперехідні дієслова у формах минулих та майбутніх часів уживаються без показника 3-ї особи, в той час як у перехідних дієслів завжди є префікс суб'єкта 3-ї особи и-/е-.
У теперішньому часі неперехідні дієслова мають показник суб'єкта 3-ї особи -ма. Наприклад:
- ЩӀалэр макӀуэр. — Хлопець іде.
- Шыр мажьэ. — Кінь біжить.

Приклад особового відмінювання неперехідного дієслова «кӀуэн» (йти):
| сокӀуэр   | я йду         | сыкӀуащ | я йшов, йшла |
| уокӀуэр   | ти йдеш       | укӀуащ  | ти йшов      |
| макӀуэр   | він, вона йде | кӀуащ   | він ішов     |
| дэкӀуэр   | ми йдемо      | дыкӀуащ | ми йшли      |
| фэкӀуэр   | ви йдете      | фыкӀуащ | ви йшли      |
| макӀуэхэр | вони йдуть    | кӀуащ   | вони йшли    |

Приклад особового відмінювання перехідного дієслова «лъэгъун» (бачити):
| солъэгъу — я бачу (його, її, їх) уолъэгъу — ти бачиш (його) елъэгъу — він бачить (його) долъуэгъ — ми бачимо (його) фолъэгъу — ви бачите (його) ялъэгъу вони бачать (його) | дызолъэгъу — я бачу нас дыболъэгъу — ти бачиш нас дьэлэгъу — він, вона бачить нас дыволъэгъу — ви бачите нас далъэгъу — вони бачать нас | сыулъэгъуащ — ти бачив мене сыфлъэгъуащ — ви бачили мене |

#### Час
Форми часу поділяються на 2 типи, що висловлюють відношення дії до теперішнього моменту та до моменту у минулому.
- I група
  - Теперішній
  - Претеріт — одноразова завершена дія, що відбулася у минулому.
  - Давноминулий — дія, що відбулася у віддаленому минулому.
  - Перфект — дія, яка завершилася до теперішнього моменту.
  - Майбутній категоричний — дія, яка точно має статися у майбутньому.
  - Майбутній можливий — дія, яка може статися у майбутньому за якоїсь певної умови.
  - Аоріст I — миттєва дія у минулому.
- II група
  - Минулий тривалий — тривала дія чи стан, що мають місце у певний момент у минулому.
  - Віддалений претеріт — одноразова завершена дія, що відбулася у віддаленому минулому ('колись давно').
  - Давноминулий віддалений
  - Плюперфект — дія, яка завершилася до якогось моменту у минулому.
  - Майбутній категоричний в минулому — дія у майбутньому, що відбулася б як результат якоїсь дії у минулому. Збігається з формою майбутнього часу суб'юнктиву.
  - Майбутній можливий в минулому
  - Аоріст II — миттєва дія, співвіднесена з певним моментом у минулому.

Часові форми дієслова «кӀуэн» (йти) у формі 1-ї особи однини:
| Час                               | Форма      | Форма             |
| Час                               | Позитивна  | Негативна         |
| Теперішній                        | сокӀуэ(р)  | сокӀуэркъым       |
| Претеріт                          | сыкӀуащ    | сыкӀуакъым        |
| Давноминулий                      | сыкӀуэгъащ | сыкӀуэгъакъым     |
| Перфект                           | сыкӀуакӀэщ | сыкӀуакӀэкъым     |
| Майбутній можливий                | сыкӀуэнщ   | сыкӀуэнкъым       |
| Майбутній категоричний            | сыкӀуэнущ  | сыкӀуэнукъым      |
| Аоріст I                          | сыкӀуэщ    | сыкӀуэкъым        |
| Минулий тривалий                  | сыкӀуэрт   |                   |
| Віддалений претеріт               | сыкӀуат    |                   |
| Давноминулий віддалений           | сыкӀуэгъат |                   |
| Плюперфект                        | сыкӀуакӀэт |                   |
| Майбутній категоричний у минулому | сыкӀуэнут  |                   |
| Майбутній можливий у минулому     | сыкӀуэнт   |                   |
| Аоріст II                         | сыкӀуэт    | - (не вживається) |

## Приклад
«Заповіт» Т. Шевченка кабардинською мовою (переклав Адам Шоґенцуков)
| УЭСЯТ СылІами — сыщыщІэфлъхьэ Украинэу дыщэм, Тубгъуэ иным и гущІыІум КъыщыфтІхэ си мащэр, Сыкъытельу Іуащхьэ щыгум, Псы инышхуэ Іуфэм Зэхэсхыу зэрыщыкъуалъэр Днепр нэпкъыжь лъабжьэм. Украинэм и щІы губгъуэм Биилъ жагъуэу итыр Абы здихьмэ… мис абдежым СыкъикІыжынщ сэ мащэм — СыкъикІынщи зысІэтынщ сэ Тхьэм и бжаблэм нэскІэ, Нэмэз сщІынуэ… абщІондэхукІэ СщІэркъым тхьэ жыхуаІэр. СыщІэфлъхьэжхи фыкъэтэджхэ, Цепхэр зэпывудхэ. Биилъ пщтыру фэ вгъэжамкІи Фи гуащІэр фыпсыхьхэ. Фи унагъуэ иным сэрикІ УнэгъуэщІэу хуитым СыкъыщывгъэкІыж фигу сэрикІ Псалъэ хьэлэл ІэфІкІэ. |

Джерело: Українська бібліотека